# Emendation
Emendation (lat. emendo "rätta", "förbättra") är en textkritisk term för en eller flera ändringar i en text för att uppnå större överensstämmelse med den ursprungliga texten. Att göra en emendation kallas att emendera.
För många antika skrifter finns inte arketypen bevarad utan man måste utgå från avskrifter, som i många fall finns i flera varianter. Man utgår då från de olika varianterna av texten, kunskap om hur vanliga olika skrivfel är och kunskap om tidens språkvanor för att åstadkomma en text som troligtvis är mer lik originalet än någon av de befintliga avskrifterna.
Emendation kan även användas för tryckta texter, där trycket är dåligt, för att försöka återskapa den del av texten som inte är fullt läsbar.